# بهجت (اسم)
بهجت هو اسم علم مذكر من أصل عربي، ومعناه هو بنطق عثماني، بهجة سرور، ونضارة، وحسن.

## شخصيات تحمل الاسم
- بهجت أبو غربية (1916 – 26 يناير 2012)
- بهجت اسكندر (14 أغسطس 1943 – )
- بهجت التلهوني (عضو مجلس الأعيان الأردني، 1913 – 30 يناير 1994)
- بهجت المحيسن (قائد عسكري سابق في القوات المسلحة الأردنية، 1927 – 10 أبريل 2007)
- بهجت باكولي (30 أغسطس 1951 – )
- بهجت تشيليك (مؤلف تركي، 1968 – )
- بهجت سنغ (سياسي هندي، 28 سبتمبر 1907 – 23 مارس 1931[3])
- بهجت عثمان (رسام كارتون مصري، 6 يونيو 1931 – 3 يونيو 2001)
- بهجت قمر (ممثل مصري، 27 يوليو 1937 – 3 يناير 1989)
- بهجت نجاتيكل (16 أبريل 1916[4] – 13 ديسمبر 1979[4])

## وصلات خارجية
- موسوعة السلطان قابوس لأسماء العرب